# Galeazzo Ciano
Gian Galeazzo Ciano, Cortellazzo és Buccari 2. grófja (Livorno, 1903. március 18. – Verona, 1944. január 11.) olasz fasiszta politikus, külügyminiszter, Benito Mussolini veje, akit az apósa elleni puccsban való részvételéért kivégeztek.

## Ifjúsága, tanulmányai
Apja, Costanzo Ciano első világháborús tengerésztiszt és a fasiszta mozgalom egyik magas rangú alapító tagja, később kereskedelmi és postaügyi miniszter és a képviselőház elnöke. Galeazzo jogi és diplomáciai tanulmányokat folytatott, első állomáshelye Rio de Janeiro lett. 1930. április 24-én feleségül vette a diktátor lányát, Edda Mussolinit, akivel Sanghajba utazott konzulként. Három gyermekük született, Fabrizio (1931), Raimonda (1933) és Marzio (1937).

## Egy fényes karrier kezdete
1935-ben tért haza, és apósa megtette sajtó- és propagandaügyi miniszternek. Ezt követően részt vett az abesszíniai háború hadműveleteiben, és mint bombázópilóta tüntette ki magát. 1936-ban a Duce a washingtoni nagykövetségre áthelyezett Fulvio Suvich külügyi államtitkár helyére nevezte ki külügyminiszternek, mivel Ciano militarista szellemisége céljainak sokkal inkább megfelelt.
Az ifjú, sármos Ciano elnyerte a trónörökös, a későbbi II. Umbertó olasz király és neje, a belga Maria José bizalmát, és ő lépett elő a legfőbb informális kapcsolattá köztük és a fasiszták között. A mindkét fél szemében gyümölcsözőnek tekintett kapcsolatot maga III. Viktor Emánuel is erősíteni kívánta Mussolini potenciális örökösével, így az egyik legmagasabb kitüntetéssel, a Collare della Santissima Annunziatával ruházta fel.

## Magyarország barátja
1938-ban, már az első bécsi döntés előtt és a tárgyalások alatt is rokonszenvvel viseltetett Magyarország jogos területi követelései iránt. Megtanulta a visszakövetelt magyar városok nevét, és kieszközölte, hogy Kárpátalja nagyvárosai (Beregszász, Munkács, Ungvár) is visszatérhessenek.

## Németellenessége
Ciano a berlini olasz nagykövet, Bernardo Attolico és a királyi ház támogatásával azon munkálkodott, hogy minél távolabb tartsa Olaszországot a náci Németországtól. Ez sokáig sikerült is. Amikor a nemzetközi elszigeteltséget végül a Hitler felé történő közeledéssel megtörni kívánó diktátor 1936-tól Berlin–Róma tengelyről beszélt, majd 1939 májusában megszületett az Acélpaktum, Ciano mind többször konfrontálódott vele.
Az 1939 áprilisában megszállt Albánia élére Francesco Jacomoni altábornagyot nevezték ki. Ez a cím azonban névleges volt, a tényleges főhatalmat Ciano gyakorolta már-már alkirály módjára. Azzal hitegette az albánokat, hogy szabadságot ad nekik, és egyesíti őket határon túli testvéreikkel, miközben igyekezett fasizálni őket.

## A második világháborúban
A második világháború kitörésével Ciano pozíciója mind gyengébbé vált, Hitler állítólag személyesen figyelmeztette Mussolinit, hogy „áruló van a családjában”. A Duce egy, a fasiszta párton belüli szervezkedés megakadályozása céljából Cianót leváltotta külügyminiszteri posztjáról, és a vatikáni olasz nagykövetség élére nevezte ki, ekkor épültek ki kiváló kapcsolatai a később VI. Pál néven pápává választott Montini bíborossal.
A háború folyamán támogatta a Görögország elleni, katasztrofális vereséggel végződő hadjáratot.

## Bukása
A Fasiszta Nagytanács nevezetes, 1943. július 25-i ülésén Ciano is Mussolini ellen szavazott, bár miután az Otto Skorzeny vezette különleges kommandó kiszabadította apósát, követte őt Salòba, az Olasz Szociális Köztársaság elnevezésű bábállam fővárosába. Edda a Vatikánon keresztül megpróbálta megszervezni családja elmenekülését, mindhiába. Végül a német titkosszolgálat csalta tőrbe Cianóékat, amikor felkínálták nekik, hogy Spanyolországba menekülhessenek.
A volt külügyminisztert Veronába szállították október 18-án, és bebörtönözték a Nagytanács többi, Mussolini ellen szavazó tagjával együtt. A hazaárulónak kikiáltott Ciano és négy társa, köztük a fasiszta párt egyik alapítójának számító Emilio de Bono marsall ügyét nyilvános perben tárgyalták 1944. január 8-án és 9-én. Halálra ítélték, és két nap múlva sortűzzel kivégezték őket. Számos vita folyt arról, hogy Mussolini nem akarta vagy nem tudta megvédeni rokonát, akit sokáig örököseként emlegettek. Edda mentőautókkal végrehajtott kísérlete szeretett férje kiszabadítására sem járt sikerrel.

## A napló
Férjének kivégzése után Galeazzo Ciano özvegye parasztasszonynak álcázva Svájcban keresett menedéket, ahol egy zárdában rejtőzött el férje 1939–1943 között vezetett politikai naplóját őrizve. Rejtekhelyéről először Paul Ghali, a Chicago Daily News tudósítója értesült, és ő intézkedett a napló kiadásáról is. A kiadott Eddát és gyermekeit a szövetségesek egy évig Lipariban őrizték.

## Magyarul
- Ciano gróf olasz külügyminiszter beszéde. Elmondotta 1939. december 16-án a fasciók és testületek házában; ford. Ruzicska Pál; Franklin Ny., Bp., 1939
- Ciano naplója, 1939–1943. Gróf Galeazzo Ciano olasz külügyminiszter, 1936–1943 teljes, rövidítés nélküli naplói; szerk. Hugh Gibson, előszó Sumner Welles, ford. Bányász György; Athenaeum, Bp., 1946
- Ciano gróf naplója, 1939–1943; ford. Bányász György, előszó Eszes Máté; Ármádia, Bp., 1999
- Ciano titkos naplója, 1939–1943; ford. Bányász György, jav., kihagyott részek ford. Szilágyi Erzsébet; Kárpátia Stúdió, Köröstarkány–Kápolnásnyék, 2023

## Emlékezete
- 2014-ben, halála 70. évfordulójára Szardínia Santo Stefano szigetén szobrot emeltek tiszteletére.[12]
- Alakja felbukkan Kondor Vilmos magyar író Budapest noir című bűnügyi regényében mint Gömbös Gyula miniszterelnök temetésének egyik előkelő résztvevője.